# Margaret Melhase
Margaret Melhase Fuchs (Berkeley, 13 août 1919 - 8 août 2006) est une chimiste américaine, co-découvreuse, avec Glenn T. Seaborg, de l'isotope césium-137,.

## Biographie
Margaret est une enfant unique, née à Berkeley, en Californie, de sa mère Margaret Orchard et de son père John Melhase, qui travaillait comme géologue. Pendant son séjour à l'UC Berkeley, Melhase était membre des Berkeley Folk Dancers et a édité le bulletin du groupe,,,. 

### Carrière
En 1940, Melhase est étudiante au collège de chimie de l'Université de Californie à Berkeley. Elle est présidente des Student Affiliates de l'American Chemical Society et envisage de faire un doctorat pour faire carrière dans la chimie. À cette époque, les étudiants avec spécialisation entreprennent généralement des projets de recherche. Elle demande alors conseil à son ami proche, le chimiste nucléaire Gerhart Friedlander, un étudiant diplômé sous la direction de Glenn T. Seaborg, qui il lui suggère de l'approcher pour un projet. Elle rencontre Seaborg dans son laboratoire ; il lui propose un travail conjoint pour rechercher un élément du groupe 1 parmi les produits de fission de l'uranium. Son laboratoire était situé au-dessus de ceux des lauréats du prix Nobel Willard Libby et Melvin Calvin.
En mars 1941, Melhase travaille avec Arthur Wahl. Il lui remet 100 grammes d'un composé d'uranium (nitrate d'uranyle) qui avait été irradié aux neutrons dans un cyclotron,. À l'aide d'un électroscope à fibre de quartz Lauritzen, elle découvre le Cs-137 plusieurs mois plus tard. Le travail de Margaret Melhase comme scientifique expérimentale est très prometteur, mais la recherche nucléaire pendant la Seconde Guerre mondiale est traitée avec le plus grand secret et n'est pas rendue publique. Des recherches importantes sur l'isotope ont suivi, mais leurs résultats n'ont été rendus disponibles qu'après la guerre.
Melhase obtent un bachelor en chimie nucléaire et prévoyait de postuler pour des études supérieures à l'UC Berkeley. Cependant, le chef du département de chimie, Gilbert N. Lewis, refusait l'entrée aux femmes ; la dernière femme admise par le département s'était mariée peu de temps après avoir obtenu son diplôme et il considérait son éducation comme un « gaspillage ». Margaret Melhase travaille alors pour la Philadelphia Quartz Company à El Cerrito, en Californie. Elle a rejoint le projet Manhattan de 1944 à 1946. Sans diplôme d'études supérieures, elle n'a pas poursuivi sa carrière scientifique.
Bien que les références à son travail soient rares, Seaborg partage le crédit de sa découverte du Cs-137 avec elle. En 1961, il écrit à Margaret Melhase-Fuchs à ce sujet :
« I am considering including a short description of the discovery of radioactive cesium 137 in one of my talks. I believe that the work you did with me during 1941 on the identification of this isotope as a fission product of uranium constitutes the first observation of this isotope. »
— Glenn T. Seaborg

« J'envisage d'inclure une brève description de la découverte du césium 137 radioactif dans l'une de mes conférences. Je crois que le travail que vous avez effectué avec moi en 1941 sur l'identification de cet isotope comme produit de fission de l'uranium constitue la première observation de cet isotope. »

Seaborg écrit également en 1990 qu'il « convient de créditer à la fois GT Seaborg et M. Melhase pour la" naissance " du césium 137 ».

## Engagement
Elle est partisane des causes sociales, organisant des marches pour les travailleurs agricoles et le logement et aidant les familles laotiennes immigrées à Los Angeles, à la suite de son déménagement à Los Angeles.

## Vie privée
Elle rencontre le professeur de mathématiques Robert A. Fuchs lors d'une danse folklorique, et le couple se marient en 1945 et ont eu trois enfants. Elle et son mari ont déménagé à Los Angeles. 